# Дивљи кестен (албум)
Дивљи кестен је први студијски албум музичке групе Дивљи кестен издат 1993. године за Зам. За скоро све песме музику и текстове писао је фронтмен бенда Игор Старовић, осим за песму Зоране коју је писао Дражен Врдољак. Снимљени су музички спотови за песме Зоране и Сузе кријем саме теку.

## Списак песама
| №  | Назив                 | Трајање |  |
| 1. | Путовање              |         |  |
| 2. | Сузе кријем саме теку |         |  |
| 3. | Кристина              |         |  |
| 4. | Где ћемо ми           |         |  |
| 5. | Зоране                |         |  |
| 6. | Ти си моја музика     |         |  |
| 7. | Само да те не волим   |         |  |
| 8. | Помози ми             |         |  |